# Tournoi de tennis de Guangzhou
Le GDD CUP International Challenger Guangzhou est un tournoi international de tennis masculin faisant partie de l'ATP Challenger Tour ayant lieu tous les ans au mois de mars à Guangzhou, en Chine. Il a été créé en 2008 et se joue sur dur. Cinq éditions se sont déroulées jusqu'en 2016. Après une interruption, le tournoi se rejoue depuis 2023.

## Palmarès

### Simple
| Année     | Vainqueur            | Finaliste             | Score          |
| --------- | -------------------- | --------------------- | -------------- |
| 2008      | Björn Rehnquist      | Danai Udomchoke       | 2-6, 7-64, 6-2 |
| 2009-2010 | Pas de tournoi       | Pas de tournoi        | Pas de tournoi |
| 2011      | Uladzimir Ignatik    | Alexandre Kudryavtsev | 6-4, 6-4       |
| 2012-2013 | Pas de tournoi       | Pas de tournoi        | Pas de tournoi |
| 2014      | Blaž Rola            | Yuichi Sugita         | 64-7, 6-4, 6-3 |
| 2015      | Kimmer Coppejans     | Roberto Marcora       | 7-66, 5-7, 6-1 |
| 2016      | Nikoloz Basilashvili | Lukáš Lacko           | 6-1, 66-7, 7-5 |
| 2017-2022 | Pas de tournoi       | Pas de tournoi        | Pas de tournoi |
| 2023      | Térence Atmane       | Marc Polmans          | 4–6, 7–67, 6–4 |
| 2024      | Tristan Schoolkate   | Adam Walton           | 6-3, 3-6, 6-3  |
| 2025      | Térence Atmane       | Tristan Schoolkate    | 6-3, 7-64      |

### Double
| Année     | Vainqueurs                                   | Finalistes                            | Score             |
| --------- | -------------------------------------------- | ------------------------------------- | ----------------- |
| 2008      | Yu Xinyuan Zeng Shaoxuan                     | Phillip King Danai Udomchoke          | 1-6, 6-3, [10-5]  |
| 2009-2010 | Pas de tournoi                               | Pas de tournoi                        | Pas de tournoi    |
| 2011      | Mikhail Elgin Alexandre Kudryavtsev          | Sanchai Ratiwatana Sonchat Ratiwatana | 7-63, 6-3         |
| 2012-2013 | Pas de tournoi                               | Pas de tournoi                        | Pas de tournoi    |
| 2014      | Sanchai Ratiwatana Sonchat Ratiwatana        | Lee Hsin-han Amir Weintraub           | 6-2, 6-4          |
| 2015      | Daniel Muñoz de la Nava Aleksandr Nedovyesov | Fabrice Martin Purav Raja             | 6-2, 7-5          |
| 2016      | Alexander Kudryavtsev Denys Molchanov        | Sanchai Ratiwatana Sonchat Ratiwatana | 6-2, 6-2          |
| 2017-2022 | Pas de tournoi                               | Pas de tournoi                        | Pas de tournoi    |
| 2023      | Antoine Bellier Luca Castelnuovo             | Ray Ho Matthew Romios                 | 6-3, 7-65         |
| 2024      | Blake Ellis Tristan Schoolkate               | Nam Ji-sung Patrik Niklas-Salminen    | 6–2, 46–7, [10–4] |
| 2025      | Ray Ho Matthew Romios                        | Vasil Kirkov Bart Stevens             | 6-3, 6-4          |